# Scotomisation
La scotomisation (du grec σκότος / scotos : ombre, obscurité) désigne en psychologie l'une des formes du déni : un mécanisme de défense par lequel le sujet névrosé nie l'existence de faits qui ont été vécus mais qui lui sont intolérables.
Il s'agit d'un processus de dénégation qui permet de « ne pas voir » des contenus, images, souvenirs trop angoissants. Il y a constitution d'un véritable scotome psychique sélectif, rétrécissant le champ de conscience et réalisant une amnésie bien circonscrite dans le temps. Par exemple, une patiente peut avoir totalement oublié son mariage quelques mois auparavant en ayant par ailleurs une mémoire tout à fait normale. 
Il ne faut pas confondre la scotomisation avec le refoulement. Le refoulement porte sur les désirs (mais pas sur l'objet de ces désirs), la scotomisation, pour sa part, porte sur les événements vécus comme insupportables.

## voir aussi